# Marti Holding
Die Marti Holding AG mit Sitz in Moosseedorf (bis Juni 2011 Urtenen-Schönbühl, bis Mai 2009 in Bern) ist ein international tätiger Schweizer Baukonzern. Sie umfasst insgesamt rund 80 eigenständig geführte regional, national und international tätige Tochtergesellschaften in der Schweiz sowie in Deutschland, Spanien, Österreich, Norwegen, Slowakei, Chile, Ukraine, Russland, Indien und China. Die Unternehmensgruppe ist als Generalunternehmer in allen wesentlichen Baubereichen tätig, hierzu zählen Hochbau, Tiefbau, Tunnelbau, Spezialtiefbau, Strassenbau, Wasserbau sowie Sanierungen, Bautenschutz und Instandsetzungen.
Das 1922 von Alfred Marti gegründete Familienunternehmen veröffentlicht keine Geschäftszahlen. Laut Schätzung des Wirtschaftsmagazins Bilanz erwirtschaftete die Unternehmensgruppe 2019 einen Umsatz von etwa 1.7 Milliarden Schweizer Franken. Damit wäre diese nach Implenia der zweitgrösste Schweizer Baukonzern. Alfred Marti junior, welcher das Unternehmen von 1940 bis 1984 leitete, gehörte zu den Initianten der Deponie Teuftal.
Zu den Grossprojekten der Marti AG zählen unter anderem das Pumpspeicherwerk Limmern im Kanton Glarus, der Prime Tower in Zürich, der Durchgangsbahnhof Löwenstrasse im Zürcher Hauptbahnhof als Teil der Durchmesserlinie Zürich (Weinbergtunnel) sowie die Sanierung des Lötschbergtunnels.

## Projekte (Auswahl)
Deutschland:
- Bibratunnel (ARGE mit Johann Bunte)
- Tunnel Rennberg (ARGE mit Johann Bunte)
- Tunnel Feuerfelsen (ARGE mit Johann Bunte)
- Tunnel Küchen (ARGE mit Johann Bunte)
- Tunnel Frankenhain (ARGE mit Johann Bunte)
- Rosensteintunnel (B 10) (ARGE mit Wolff & Müller)
- Sanierung des Petersberg-Tunnels
- Aubergtunnel
- Tunnel Oberau

Schweiz:
- Roche Tower 2 in Basel[3]